# Oscar Gustafsson
Oscar Gustafsson (ur. 25 września 1889 w Sztokholmie, zm. 12 listopada 1953 tamże) – szwedzki piłkarz, reprezentant kraju grający na pozycji obrońcy.

## Kariera klubowa
Podczas swojej kariery piłkarskiej Oscar Gustafsson występował w Johanneshofs IF i Djurgårdens IF.

## Kariera reprezentacyjna
W reprezentacji Szwecji Gustafsson zadebiutował 27 czerwca 1912 w wygranym 7-1 towarzyskim meczu z Finlandią. W 1912 był w kadrze Szwecji na igrzyska olimpijskie w Sztokholmie. Na turnieju w Szwecji był rezerwowym i nie wystąpił w żadnym meczu. Drugi i zarazem ostatni raz w reprezentacji wystąpił 2 lipca 1916 w wygranym 6-0 towarzyskim meczu z Norwegią.
| Mecze i gole w reprezentacji | Mecze i gole w reprezentacji | Mecze i gole w reprezentacji | Mecze i gole w reprezentacji | Mecze i gole w reprezentacji | Mecze i gole w reprezentacji | Mecze i gole w reprezentacji |
| #                            | Data                         | Miasto                       | Przeciwnik                   | Gol                          | Wynik                        |                              |
| ---------------------------- | ---------------------------- | ---------------------------- | ---------------------------- | ---------------------------- | ---------------------------- | ---------------------------- |
| 1.                           | 27.06.1912                   | Solna                        | Wlk. Ks. Finlandii           |                              | 7:1                          | towarzyski                   |
| 2.                           | 02.07.1916                   | Sztokholm                    | Norwegia                     |                              | 6:0                          | towarzyski                   |